# Józef Szuszkiewicz
Józef Szuszkiewicz (ur. 3 lutego 1912 we Lwowie, zm. 20 września 1982 w Tarnowie) – artysta plastyk, malarz i grafik, jeden z założycieli Teatru im. Ludwika Solskiego w Tarnowie, długoletni nauczyciel i dyrektor Państwowego Liceum Sztuk Plastycznych w Tarnowie.
Józef Szuszkiewicz był absolwentem Akademii Sztuk Pięknych w Warszawie, kształcił się pod kierunkiem profesorów: Tadeusza Pruszkowskiego, Leona Wyczółkowskiego i Stanisława Ostoi-Chrostowskiego. Dyplom uzyskał w 1939 roku. Walczył w kampanii wrześniowej i dostał się do niewoli niemieckiej. Po uwolnieniu powrócił do Lwowa, gdzie 31 grudnia 1940 roku ożenił się z Gertrudą Czerniawską. We Lwowie pozostał do 1944 roku, następnie wraz z rodziną wyjechał do Tarnowa.
Po wyzwoleniu pracował jako nauczyciel rysunków, od 1946 roku objął stanowisko dyrektora utworzonego między innymi dzięki jego staraniom Państwowego Liceum Sztuk Plastycznych i pełnił tę funkcję do 1959 roku. Później przez wiele lat pozostał pedagogiem, uczniowie nazywali go Józwa. Wraz z grupą ludzi związanych zawodowo z teatrem, między innymi swoim znajomym z czasów lwowskich, scenografem Antonim Reisingiem, stworzył w 1945 roku w Tarnowie teatr amatorski, w którym występował jako aktor, w 1954 roku upaństwowiony i przekształcony w Teatr Ziemi Krakowskiej im. Ludwika Solskiego. Przez całe życie pozostawał aktywnym plastykiem, malował pejzaże, portrety i martwe natury, zajmował się grafiką i ekslibrisem. Projektował witraże i polichromie do kościołów i kaplic w diecezji tarnowskiej. Brał udział w pierwszych trzech Ogólnopolskich Biennale Grafiki w Krakowie w latach 1960, 1962 i 1964. Wystawiał w kraju i za granicą, obecnie jego prace znajdują się między innymi w Muzeum Ziemi Tarnowskiej w Tarnowie, Muzeum Śląskim w Katowicach, wrocławskim Ossolineum czy Muzeum Sztuki Ludowej w Młocinach. Był członkiem Związku Polskich Artystów Plastyków.
Zmarł na serce 20 września 1982 roku i został pochowany na Starym Cmentarzu w Tarnowie. Od 1985 roku jedna z ulic w tarnowskiej dzielnicy Krzyż nosi jego imię.